# مغالطه بهانه
مغالطه بهانه (انگلیسی: Trivial objections) نوعی مغالطه غیرصوری است که در آن گوینده با آوردن بهانه‌های بی‌ربط و پیش‌پاافتاده تلاش دارد تا حواس شنونده را از موضوع اصلی بحث پرت کند.
بهانه شکل خاصی از مغالطه نکته انحرافی به‌شمار می‌رود.
از یک‌نظر می‌توان این مغالطه را با مغالطه پهلوان پنبه مقایسه کرد. چرا که هیچ‌کدام با چهره اصلی مدعا برخورد نمی‌کنند و به جای نقد و بررسی یا مخالفت با اصل مدعا از طریق دیگری وارد می‌شوند.
برای مثال:
آنها گفتند (ای موسی) از خدای خود بخواه تا برای ما روشن کند که رنگ آن گاو (که می‌خواهیم بکشیم) چیست. موسی گفت: همانا خداوند می‌گوید که آن گاوی باشد زرد یک دست که رنگ آن بینندگان را شاد و مسرور می‌سازد.— قرآن